# Russell Kirk
Pour les articles homonymes, voir Kirk.
Russell Kirk (Plymouth, Michigan, 1918 - Mecosta, Michigan, 29 avril 1994) est un théoricien politique, écrivain, historien, moraliste et critique américain.
Homme de lettres, il est connu pour son influence majeure sur le conservatisme américain du XXe siècle. Son œuvre principale, The Conservative Mind: From Burke To Eliot (1953) façonna le mouvement conservateur américain d'après-guerre en parcourant le développement de la pensée conservatrice dans la tradition anglophone, en particulier les idées d'Edmund Burke. Cette œuvre est encore considérée de nos jours comme l'un des plus importants textes de la pensée conservatrice du XXe siècle.

## Biographie
Russell Kirk est né dans la maison qu'a bâtie son grand-père. Il est le fils de Russell Andrew Kirk, ingénieur des chemins de fer, et de Marjorie Rachel Russel (née Pierce). Il étudie à l'université de l'État du Michigan (MSU), puis fait un doctorat à l'université Duke, en Caroline du Nord. Durant la Seconde Guerre mondiale, il sert dans l'armée américaine pour ensuite partir étudier en Écosse à l'université de Saint-Andrews où il reçoit son diplôme de docteur ès lettres.
Il obtient un poste d'enseignant à l'université du Michigan, mais en démissionne en 1959, déplorant la baisse des exigences universitaires, l'augmentation rapide du nombre d'élèves et l'accent mis sur le sport et l'enseignement technique, selon lui au détriment des arts libéraux. Il désignera par la suite l'université du Michigan sous le nom d'« université Béhémoth » (Behemoth U) ou « collège de vaches » (Cow College).
Kirk fonda le journal académique conservateur Modern Age (en) et y participa activement de 1957 à 1959.
Après cela, il retourne habiter dans le village où il a grandi, Mecosta, dans le Michigan. De cet endroit, il parvient à exercer une grande influence sur la vie intellectuelle et politique américaine, au travers de ses nombreux articles et livres. Kirk est également un fondateur, ainsi qu'un grand contributeur, du magazine National Review. Ensuite, il devient un essayiste fréquent à l'Heritage Foundation qui publia un grand nombre de ses essais comme The Politics of Prudence (1993) et Redeeming the Time (1998).
En 1963, il épouse Annette Courtemanche, avec laquelle il eut quatre enfants. Sa femme et lui étaient connus pour leur hospitalité, accueillant de nombreuses figures politiques, philosophiques et littéraires dans leur maison (connue sous le nom de « Piety Hill ») et donnant un refuge à (parmi d'autres) des réfugiés politiques et des vagabonds. Ils organisèrent aussi une sorte de séminaire sur la pensée conservatrice pour les étudiants universitaires, au Piety Hill, qui est devenu maintenant le site du Russell Kirk Center for Cultural Renewal.
D'une manière générale, la pensée de Kirk eut une influence sur la vie politique américaine. Par exemple, le président Ronald Reagan a souligné l'importance de Kirk comme maître à penser.

## Idées

### The Conservative Mind
The Conservative Mind: From Burke To Eliot, la version publiée de sa thèse de doctorat, contribua au renouveau au XXe siècle d'Edmund Burke et attira l'attention sur :
- des hommes d'État conservateurs comme John Adams, George Canning, John C. Calhoun, Benjamin Disraeli, and Arthur Balfour;
- des auteurs connus s'impliquant dans la pensée conservatrice comme Samuel Taylor Coleridge, Walter Scott, James Fenimore Cooper, Nathaniel Hawthorne, James Russell Lowell, George Gissing, George Santayana, and T. S. Eliot ;
- Des auteurs britanniques et américains comme Fisher Ames, John Randolph of Roanoke, Orestes Brownson, Henry James Summer Maine, William Edward Hartpole Lecky, Edwin Lawrence Godkin, William Hurrell Mallock (en), Leslie Stephen (le père de Virginia Woolf), Albert Venn Dicey, Paul Elmer More (en), et Irving Babbitt (en).

### Principes
Kirk développa six « canons » du conservatisme, que Gerald J. Russello décrivit :
1. La croyance en un ordre transcendant, que Kirk décrivit comme basé sur la tradition, la révélation divine ou la loi naturelle ;
2. Une inclination pour la « variété et le mystère » de l'existence humaine ;
3. La conviction que la société a besoin d'ordres et de classes qui prononcent les « distinctions naturelles » ;
4. La croyance que la propriété privée et la liberté sont étroitement liées ;
5. La foi dans les coutumes, les conventions et les prescriptions ;
6. La reconnaissance que l'innovation doit être liée aux traditions et coutumes existantes, ce qui entraîne le respect de la valeur politique de prudence[1].

Kirk dit également que le christianisme et la civilisation occidentale « ne peuvent être de façon imaginable séparés l'un de l'autre, ». Il déclara que « toute culture s'élève de la religion. Quand la foi religieuse s'affaiblit, la culture décline,... »

### Kirk et le libertarianisme
Kirk assit le conservatisme burkéen dans la tradition, la philosophie politique, les belles Lettres, et la forte foi religieuse de ses dernières années, et non dans le libertarianisme et les raisonnements économiques de l'économie de marché. The Conservative Mind traite rarement de l'économique. Dans son essai anti-libertarien Chirping Sectaries, fort connu dans certains cercles pour ses invectives, Kirk, citant T. S. Eliot, appela les libertariens des « sectaires couinant » (« chirping sectaries ») ajoutant qu'eux et les conservateurs n'avaient rien en commun. Il appela le mouvement libertarien « une clique idéologique se divisant pour toujours en sectes toujours plus petites et bizarres, mais rarement se conjuguant ». Il déclara qu'une ligne de démarcation existe entre ceux qui croient en « une sorte d'ordre moral transcendant » et des « utilitaristes n'admettant aucune sanction transcendante pour la conduite ». Il mit les libertariens dans cette seconde catégorie.
Malgré ses vues sur le libertarianisme, Russell Kirk est apprécié de beaucoup de paléolibertariens pour son conservatisme culturel.

### Kirk et le néoconservatisme
Tard dans sa vie, il devient également de plus en plus désenchanté des néoconservateurs américains. Le 15 décembre 1988, Russell Kirk donna une conférence à l'Heritage Foundation, nommée The Neoconservatives: An Endangered Species. (Les néoconservateurs : Une espèce en danger), que Scott Richert, l'éditeur de Chronicles décrivit :

« [Une ligne] a aidé à définir la lutte émergente entre les néoconservateurs et les paléoconservateurs. « Il semble qu'il ne soit pas rare », a déclaré Kirk, « que quelques éminents néoconservateurs confondirent Tel Aviv avec la capitale des États-Unis. » Quelques années plus tard, dans un autre discours à l'Heritage Foundation, Kirk répéta la même citation. Dans les années qui suivirent la Guerre du Golfe, à laquelle il s'est opposé, il a clairement compris que ces mots portaient une signification encore plus grande. »

Midge Decter, la directrice du Committee for the Free World (en) et l'épouse de Norman Podhoretz, a appelé la citation de Kirk « un outrage sanglant, un morceau d'antisémitisme qui attaque la loyauté des néoconservateurs ». Elle déclara que Russel Kirk « a dit que des gens comme mon mari et moi mettent les intérêts d'Israël devant les intérêts des États-Unis, que nous avons une loyauté duale ». Elle dit aussi au The New Republic, « C'est une notion de la civilisation chrétienne. Vous devez être une partie de celle-ci ou vous n'êtes pas adapté pour conserver quoi que ce soit,. »
Réciproquement, le paléoconservateur Samuel Francis a appelé la « remarque de Tel Aviv » de Kirk « une critique sarcastique au sujet des sympathies serviles pro-israéliennes [que l'on retrouve] parmi les néoconservateurs. » Il trouva la réponse de Decter non-fondée, « insouciante » et « vitriolique ». En outre, il argua qu'une telle dénonciation « jouait toujours le jeu de la gauche, qui fut ensuite capable de répéter ces accusations et clamer la responsabilité du conservatisme de celles-ci ».

## Un homme de lettres
Parmi ses autres œuvres : Eliot and his Age: T.S. Eliot's Moral Imagination in the Twentieth Century (1972), The Roots of American Order (1974), et ses mémoires Sword of the Imagination: Memoirs of a Half Century of Literary Conflict (1995).
Comme ce fut le cas pour son mentor Edmund Burke, Kirk devint renommé pour l'excellent style d'écriture de ses écrits intellectuels et polémiques. Il fut aussi un conteur accompli et un écrivain d'histoire de fantômes, dont plusieurs furent regroupées dans Ancestral Shadows (2004), et contribua avec une histoire d'horreur au livre Dark Forces en 1980. L'écrivain de science-fiction et polymathe Jerry Pournelle fut un de ses protégés.